# Nysätra landskommun, Västerbotten
För landskommunen med detta namn i Uppland, se Nysätra landskommun, Uppland.
Nysätra landskommun var en tidigare kommun i Västerbottens län. Centralort var Ånäset och kommunkod 1952–73 var 2410.

## Administrativ historik
Nysätra landskommun inrättades den 1 januari 1863 i Nysätra socken  i Västerbotten  när 1862 års kommunalförordningar trädde i kraft. Den 14 november 1941 inrättades Ånäsets municipalsamhälle inom kommunen.
Kommunreformen 1952 påverkade inte indelningarna i området, då varken Västerbottens eller Norrbottens län berördes av reformen. Den 31 december 1957 upplöstes Ånäsets municipalsamhälle.
År 1971 infördes enhetlig kommuntyp och Nysätra landskommun ombildades därmed, utan någon territoriell förändring, till Nysätra kommun. Tre år senare blev dock kommunen en del av den nya Robertsfors kommun.

### Kyrklig tillhörighet
I kyrkligt hänseende tillhörde kommunen Nysätra församling.

## Kommunvapnet
Blasonering: I fält av silver ett par snidade blå lokträn, upptill formade som hästhuvuden, den på sinister sida sinistervänd, och sammanhållna med röda remmar. Ett par lokar (en loka) används i en viss typ av hästsele.
Detta vapen utformades av Svenska Kommunalheraldiska Institutet och antogs av kommunen den 18 oktober 1958. Vapnet var ej fastställt av Kungl. Maj:t. Se artikeln om Robertsfors kommunvapen för mer information.

## Geografi
Nysätra landskommun omfattade den 1 januari 1952 en areal av 390,90 km², varav 382,60 km² land.

### Tätorter i kommunen 1960
I Nysätra kommun fanns tätorten Ånäset, som hade 507 invånare den 1 november 1960. Tätortsgraden i kommunen var då 15,5 procent.

## Politik

### Mandatfördelning i valen 1938-1970
| 6 | 4 | 10 | 5 |

| 24 |

| 6 | 4 | 11 | 4 |

| 24 |

| 7 | 7 | 9 | 2 |

| 24 |

| 8 | 9 | 9 | 4 |

| 28 |

| 8 | 9 | 9 | 4 |

| 28 |

| 7 | 11 | 7 | 5 |

| 29 |

| 8 | 11 | 7 | 4 |

| 28 |

| 7 | 10 | 7 |  | 5 |

| 27 |

| 7 | 12 | 6 |  | 4 |

| 25 | 5 |